# Photographie de Sophia Loren et Jayne Mansfield
La photographie de Sophia Loren et Jayne Mansfield est une photographie en noir et blanc prise en 1957 dans un restaurant de Beverly Hills.
Elle représente deux actrices en vogue de l'époque : l'Italienne Sophia Loren et l'Américaine Jayne Mansfield. Assises toutes les deux à une table, Mansfield est au premier plan et pose pour les photographes, tandis que Sophia Loren jette un coup d'œil latéral sur le très profond décolleté de sa consœur.

## Histoire
Le 12 avril 1957, la société de production cinématographique Paramount Pictures, organise un dîner dans le restaurant de Michael Romanoff (en) à Beverly Hills, pour célébrer la venue de l'actrice italienne Sophia Loren à Hollywood. Cette dernière est une star en Europe, et vient de tourner dans le film La Cité disparue d'Henry Hathaway. Jayne Mansfield, quant à elle, vient de connaître un succès avec La Blonde et moi, film de Frank Tashlin et est considérée comme une possible concurrente à Marilyn Monroe,. Auparavant, elle a été élue Playmate du mois en février 1955 par le magazine Playboy.
Qualifiée aujourd'hui de « culte » et d'une des images « les plus emblématiques de l'histoire d'Hollywood depuis 60 ans », la fameuse scène est immortalisée par le photographe Joe Shere, et ses clichés (avec ceux de Delmar Watson (en)) sont publiés dans des magazines ou journaux avec le mention « censored » sur le décolleté de Jayne Mansfield,.
En novembre 2014, dans une interview à Entertainment Weekly, Sophia Loren déclare, : 

« Regardez l'image. Où sont mes yeux ? Je fixe ses seins car j'ai peur qu'ils atterrissent dans mon assiette. Sur mon visage, vous pouvez voir la peur. J'ai tellement peur que tout à l’intérieur de cette robe n'explose – BOOM – et ne s'étale partout sur la table. »

Elle ajoute ensuite que des fans lui demandent de dédicacer parfois cette photo : « Je ne le fais jamais. Je ne veux rien avoir à faire avec. Et surtout par respect pour Jayne Mansfield, car elle n'est plus des nôtres » ; cette dernière étant disparue dix ans plus tard en 1967 dans un accident de voiture,.
Plusieurs hommages à cette photo ont eu lieu, notamment de la part d'Anna Nicole Smith en 1993 et en 2014 dans l'épisode Espionnage à tous les étages, saison 5 de la série Modern Family où l'image est parodiée par les personnages de Claire (Julie Bowen) et Gloria (Sofía Vergara). 